# مؤسسة برمجيات بايثون
مؤسسة برمجيات بايثون (بالإنجليزية: Python Software Foundation؛ PSF) هي منظمة غير ربحية مكرسة للغة برمجة بايثون. بدأت في 6 مارس 2001. هدف المؤسسة هو تعزيز تطور مجتمع بايثون. مؤسسة برمجيات بايثون مسؤولة عن عدة مهام داخل مجتمع بايثون، من ضمنها تطوير توزيعة نواة بايثون، وإدارة حقوق الملكية الفكرية، وجمع الأموال.

## وصلات خارجية
- الموقع الرسمي